# The Dresden Dolls
The Dresden Dolls este o formație americană de rock, înființată în Boston, Massachusetts, in 2001. Ei își descriu stilul ca fiind "Brechtian Punk Cabaret (sau simplu, Punk Cabaret), expresie inventată de solistă Amanda Palmer deoarece nu-și dorea că presa să le atribuie un gen care „să implice cuvântul «gotic»”.

## Discografie

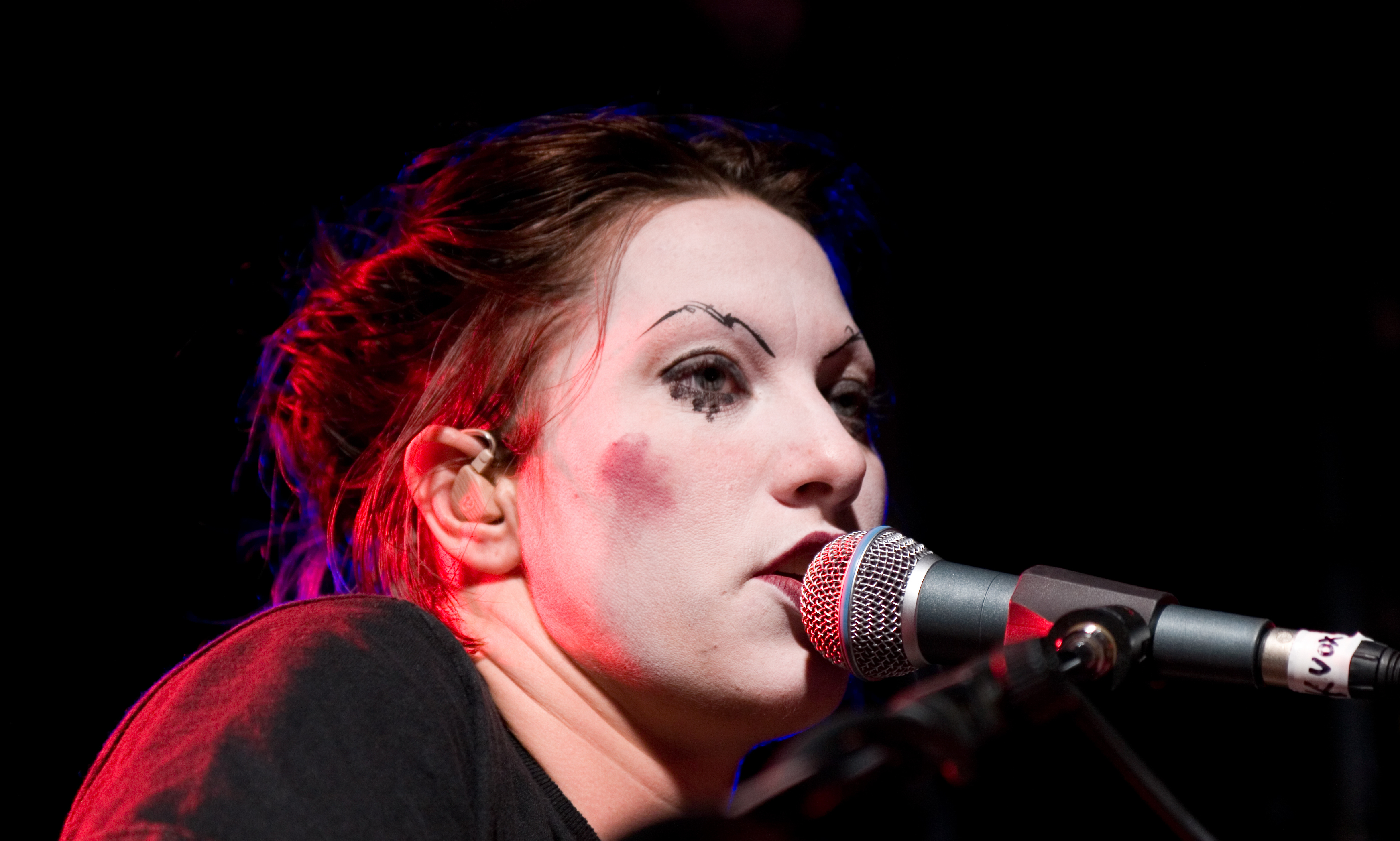
Amanda Palmer

### Albume
1. A is for Accident (2003)
2. The Dresden Dolls (2003) (primul album de studio)
3. Yes, Virginia (2006)
4. No, Virginia (2008)